# Habib Subah
Habib Sabah Habib Humood (arabisch حبيب صباح حبيب حمود, DMG Habib Sabah Habib Hammoud; geb. 14. Dezember 1982) ist ein bahrainischer Snookerspieler aus Madinat Isa, der in der Saison 2005/06 auf der professionellen Snooker Main Tour spielte. Als Amateur gewann er mindestens viermal die bahrainische Snooker-Meisterschaft. International ist er als Habib Subah (arabisch حبيب صباح, DMG Ḥabīb Ṣubāḥ) bekannt, seltener auch in der Schreibweise Habib Sabah.

## Karriere
Für seinen Namen lassen sich verschiedenste Varianten finden. Darunter fallen Habib Subah Habib, Habib Sabah Mahmood, Habib Mahmoud und Habib Mahmood. Subahs Vater spielte ebenfalls Snooker und brachte ihm das Spiel bei, als er elf Jahre oder zwölf Jahre alt war. Bereits 1998 wurde er ins Nationalteam des Inselstaates aufgenommen. Ab 2002 nahm Subah regelmäßig an internationalen Meisterschaften teil. Direkt kam er bei jedem Turnier zumindest bis in die Finalrunde. 2004 gelangen ihm mit zwei Halbfinalteilnahmen bei der Amateurweltmeisterschaft und der Asienmeisterschaft zwei Achtungserfolge. Auf regionaler Ebene hatte er auch beim Golf Cup der GCC-Länder sowohl 2003 als auch 2004 Medaillen gewinnen können. Zu diesem Zeitpunkt erhielt er vom pakistanischen Spieler Saleh Mohammadi Trainingsstunden. 2003 und 2004 gewann er zudem die bahrainische Snooker-Meisterschaft. Dank einer Wildcard nahm er parallel an der Challenge Tour 2003/04 teil, konnte dort aber keine guten Ergebnisse erzielen. 2005 erhielt er eine Wildcard für die professionellen China Open 2005, wo er zum Auftakt den englischen Profispieler Jimmy Michie besiegen konnte. In der Runde der letzten 32 unterlag er dann mit 0:5 dem Engländer Stephen Lee.
Im Sommer 2005 vergab der professionelle Weltverband WPBSA eine Wildcard an Subah für die ganze Saison 2005/06 der Profitour. Als Begründung wurden Subahs Einzug ins Halbfinale der Amateurweltmeisterschaft 2004 und in die Runde der letzten 32 der China Open genannt. Damals galten Subah als führender Spieler des Inselstaates. In der nächsten Saison war Subah somit Profispieler, als erster Bahrainer überhaupt. Allerdings verlor er alle seiner sechs Auftaktspiele. Am Saisonende belegte er Platz 91 der Snookerweltrangliste; 2005/06 blieb die einzige Saison, in der Subah den Profistatus hatte.
Danach nahm der Bahrainer erneut regelmäßig an internationalen Meisterschaften. Fast jährlich trat er bei der Asienmeisterschaft und der Amateurweltmeisterschaft an. Seine besten Ergebnisse in den nächsten zehn Jahren waren zwei Viertelfinalteilnahme bei den Asienmeisterschaften 2006 und 2010 und mehrere Achtelfinalteilnahmen, unter anderem bei der Amateurweltmeisterschaft 2009. Hinzu kamen vereinzelt internationale Meisterschaften im Six-Red-Snooker sowie die Asian Indoor Games 2007, bei denen er das Achtelfinale im Snooker-Einzel erreichen konnte. Zuvor hatte er auch an den Asienspielen 2006 teilgenommen, war dort aber im Einzel früh ausgeschieden, während er im Doppel bis ins Viertelfinale gekommen war. Ferner nahm er regelmäßig und mitunter erfolgreich an den regionalen Meisterschaften der Snooker-Verbände der Länder des Golf-Kooperationsrates teil. Weitere Erfolge erzielte er vergleichbaren regionalen Meisterschaften. 2015 gewann er zudem seinen dritten nachweisbaren bahrainischen Meistertitel, 2018 war er ebenfalls bahrainischer Meister. Auch in dieser Zeit galt er als führender Spieler Bahrains,  zudem auch als einer der führenden Spieler der Arabischen Halbinsel. Gleichzeitig nahm er als Amateur vereinzelt an professionellen Turnieren teil; unter anderem erhielt er eine Wildcard für die Bahrain Championship 2008 und die World Open 2010 und wurde zu mehreren professionellen Turnieren im Six-Red-Snooker eingeladen. Nennenswerte Erfolge konnte er dort aber nicht erzielen. 2012 versuchte er zudem, sich über die Q School erneut für die Profitour zu qualifizieren, doch auch das gelang ihm nicht.
Ende der 2010er konzentrierte sich Subah weitgehend auf internationale Turniere im Six-Red-Snooker und zog dabei 2018 ins Viertelfinale der Six-Red-Amateurweltmeisterschaft ein. Nach der COVID-19-Pandemie meldete er sich 2022 mit zwei Viertelfinalteilnahmen bei der nachgeholten Amateurweltmeisterschaft von 2021 und der Asienmeisterschaft zurück. Kurz danach vertrat er Bahrain im Snooker-Wettbewerb der World Games 2022, verlor aber schon das Auftaktspiel. Nur wenige Monate später erreichte er erstmals das Finale der Six-Red-WM, das er gegen den Inder Shrikrishna Suryanarayanan verlor. Nach frühen Niederlagen bei der Amateur-WM 2022 und der Asienmeisterschaft 2023 versuchte er erfolglos, sich bei der Asia-Oceania Q School erneut für die Profitour zu qualifizieren. Im ersten Turnier verlor er früh gegen Ishpreet Singh Chadha, im zweiten gegen Cheung Ka Wai. Weitere Erfolge feierte er wieder bei den Amateurweltmeisterschaften der IBSF in November 2023. Zunächst schied er beim Herrenturnier in der Runde der letzten 32 gegen Rodions Judins aus und verlor in der Variante Six-Red im Viertelfinale gegen Ahsan Ramzan. Anschließend nahm er erstmals am Seniorenturnier teil und gewann unter anderem mit Siegen über Ahmed Saif, Kamal Chawla und Mohamed Shehab seinen ersten WM-Titel. Nur wenige Tage später war er gemeinsam mit Hesham Alsaqer auch bei der Seniorenausgabe der Team-WM erfolgreich.

## Erfolge (Auswahl)
Einzel
| Ausgang         | Jahr | Turnier                                | Finalgegner                | Ergebnis  |
| --------------- | ---- | -------------------------------------- | -------------------------- | --------- |
| Amateurturniere |      |                                        |                            |           |
| Sieger          | 2003 | Bahrainische Snooker-Meisterschaft     | unbekannt                  | unbekannt |
| Sieger          | 2004 | Bahrainische Snooker-Meisterschaft     | Hussain Jamsheer           | unbekannt |
| Sieger          | 2015 | Bahrainische Snooker-Meisterschaft     | Ahmed Janahi               | 5:3       |
| Sieger          | 2018 | Bahrainische Snooker-Meisterschaft     | unbekannt                  | unbekannt |
| Zweiter         | 2022 | IBSF 6-Red-Snooker-Weltmeisterschaft   | Shrikrishna Suryanarayanan | 1:5       |
| Sieger          | 2023 | IBSF-Senioren-Snookerweltmeisterschaft | Mohamed Shehab             | 5:4       |

Team
| Ausgang | Jahr | Turnier                                | Teampartner    | Gegner im Finale               | Endstand |
| ------- | ---- | -------------------------------------- | -------------- | ------------------------------ | -------- |
| Sieger  | 2023 | IBSF World Team Championship – Masters | Hesham Alsaqer | Pascal Tollenaere Peter Bullen | 4:3      |